# Хаккаська мова
Хакка́ська мо́ва (кит. трад. 客家話, спр. 客家话, піньїнь: Kèjiāhuà, акад. Кецзяхуа, самоназва: Hak-kâ-fa) — мова сино-тибетської мовної родини або діалект китайської мови, якою розмовляє китайський народ хакка, що мешкає здебільшого в провінції Гуандун та сусідніх провінціях, а також, як діаспора, у всьому світі. Мова хакка рідна для приблизно 30 млн людей.
Хакка не є взаємозрозумілою з китайською, у, південномінською та більшістю діалектів кантонської.
Хакка означає «гостьові люди». Колись давно були неспокійні часи, й люд із центральних районів Китаю, провінцій Хенань і Шеньсі переселявся на південь. Їхня мова залишилася близькою до тієї, якою розмовляли в середні часи, а на старій батьківщині мова змінилася й перетворилася в діалекти китайської. Мова хакка архаїчна й консервативна, проте й вона зазнала впливу мов мінь та ше.

## Історія

### Рання історія
Прийнято вважати, що народ хакка утворився внаслідок кількох епізодів міграцій з північного Китаю до Південного під час періодів війни та громадянських заворушень, які почалися після розпаду династії Західної Цзінь. Предки хакка прийшли з територій сучасних центральних рівнинних провінцій Хенань і Шеньсі і принесли з собою ті особливості китайських діалектів, якими розмовляли в тих регіонах у той час. Відтоді мова в цих регіонах перетворилася на діалекти сучасної мандаринської мови. В сучасній мові хакка спостерігається наявність багатьох архаїчних рис, зокрема кінцевих приголосних -p -t -k, які є і в інших сучасних південнокитайських діалектах, але які були втрачені в мандаринському.
Лоран Сагарт (2002) вважає хакка та південнокитайську ґан сестринськими діалектами, які походять від єдиної спільної прамови (протопівденної мови ган), якою розмовляли в центральній частині Цзянсі в період династії Сун. У мові хакка та південній ґан Сагарт виявив некитайський субстрат, можливо, належний до  мовної родини мяо-яо, архаїчний шар та більш пізній шар середньокитайської мови. Лексичні зв'язки між хакка, мяо-яо й тай-кадайськими мовами також були запропоновані Деном Сяохуа (1999).
Також можливо, що мова хакка зазнала впливу тих мовних областей, через які мігрували її носії. Наприклад, спільну лексику можна знайти в мовах хакка, мінь і ше (мяо-яо). Сьогодні більшість представників народу Ше у Фуцзяні та Чжецзяні розмовляють мовою шехуа, яка тісно пов'язана з хакка.

### Мовний розвиток
У хакка, як і в більшості китайських діалектів, зазвичай можна виявити постійну схему зміни звуків у похідних фонемах з більш ранніх форм китайської мови. Деякі приклади:
- Такі ієрогліфи, як 武 (війна, бойові мистецтва) або 屋 (кімната, будинок), які у ранній середньокитайській мові вимовляються приблизно як mwio та uk (mjuX і ʔuwk у транскрипції Бакстера), у хакка мають початкову фонему v і звучать як vu та vuk відповідно. Як і в мандаринській мові, лабіоденталізація в хакка також змінила mj- на звук, схожий на w перед «низькими» голосними, (прим.перекладача: голосними, які мають нижчу тональну висоту), тоді як кантонська зберегла оригінальну відмінність (порівняйте мандаринське 武 wǔ, 屋 wū та кантонське武 mou⁵, 屋 uk¹).
- Середньокитайські початкові фонеми /ɲ/ (ny у транскрипції Бакстера) ієрогліфів 人 (людина) і 日 (сонце, день), серед іншого, об'єднані з початковими ng- /ŋ/ у хакка (人ngin, 日ngit). Для порівняння, у мандаринській мові /ɲ/ перетворилася на r- /ɻ/ (人 rén, 日 rì), тоді як у кантонській мові вона злилася із початковим y- /j/ (人 yan⁴, 日 yat⁶).
- У хакка початкова приголосна фонема в ієрогліфі 話 (слово, мова; мандаринський huà), вимовляється як f або v (v не є повноцінною окремою одиницею в багатьох китайських діалектах).
- Початковий приголосний в ієрогліфі 學 hɔk зазвичай відповідає апроксиманту [h] у хакка та глухому альвео-палатальному фрикативному звуку (x [ɕ]) у мандарині.

## Діалекти
Хакка має стільки ж регіональних діалектів, скільки є країн, де більшість населення є її носіями. Деякі з цих діалектів не є взаємно зрозумілими один одному. Мейсянь оточений повітами Пін'юань, Дабу, Дзяолін, Сіннін, Ухуа і Феншунь. Кожен округ має власні фонетичні особливості. Наприклад, у Сінніні відсутні кінцеві [-m] і [-p]. Вони об'єдналися в [-n] і [-t] відповідно. Далі від Мейсяну, у гонконзькому діалекті відсутня медіальна [-u-], тому тоді як у мейсянському діалекті символ 光 вимовляється як [kwɔŋ˦], у гонконгському діалекті хакка він вимовляється як [kɔŋ˧], що схоже на ту хакка, якою розмовляють у сусідньому Шеньчжені.
Тони в діалектах хакка також відрізняються. Більшість з них мають шість тонів. Однак є діалекти, які втратили всі свої вхідні тони (入声, rùshēng), і слова, які спочатку належали до цього класу тонів, розподілилися між іншими тонами. Прикладом такого діалекту є діалект у Чантіні — повіті, який розташований у західній провінції Фуцзянь. Крім того, є докази збереження більш ранньої тональної системи хакка в діалектах повітів Хайфен і Луфен, розташованих у прибережній південно-східній провінції Ґуандун. Вони містять розщеплення інь-янь у падаючому тоні, у результаті чого загалом утворюється сім тонів (з регістрами інь-янь у висхідному, падаючому та рівному тонах)
У Тайвані існують два основні діалекти: шісянь і хайлу (також відомий як хайфен; хайлу відноситься до округів Хайфен і Луфен). Більшість носіїв хакка у Тайвані можуть простежити своє походження з цих двох регіонів. Носії шісян походять із префектури Дзяїн, головним чином із чотирьох повітів Ченсян (нині район Мейсянь), Чженпін (нині Цзяолін), Синнін і Піньюань. Більшість діалектів тайванської хакка, за винятком шісянь і дабу, зберегли постальвеолярні приголосні ([tʃ], [tʃʰ], [ʃ] і [ʒ]), які є рідкісними для інших південнокитайських діалектів.
- Діалект Хуейчжоу (не плутати з китайською мовою Хуейчжоу)
- Діалект мейсянь (також відомий як мейчжоу)
- Діалект Ухуа
- Синнінський діалект
- Пін'юаньський діалект
- Цзяолінський діалект
- Дабуйський діалект
- Феншунський діалект
- Діалект хайлу
- Сіксянський діалект
- Раопський діалект (він же Шанграо)
- Чжаоаньський діалект

## Словник
Подібно до інших південнокитайських діалектів, мова хакка зберігає односкладові слова з більш ранніх етапів китайської мови; таким чином велика кількість складів відрізняється за тоном і кінцевим приголосним. Це зменшує потребу в складанні слів з більше ніж одного складу. Однак, хакка також схожа на інші китайські діалекти, оскільки має слова, які складаються з кількох складів.
Хакка, як і багато інших китайських діалектів, такі як мінський та кантонський, віддає перевагу слову [kɔŋ˧˩] 講, коли йдеться про дієслово «говорити», а не мандаринському shuō 說 (хакка [sɔt˩]).
Хакка використовує [sit˥] 食, як і кантонський [sɪk˨] для дієслова «їсти» та 飲 [jɐm˧˥] (хакка [jim˧˩]) для «пити», на відміну від мандаринської, яка віддає перевагу chī 吃 (хакка [kʰiɛt˩]) як «їсти» та hē 喝 (хакка [hɔt˩]) як «пити», значення яких в хакка відрізняється: «заїкатися» та «відчувати спрагу» відповідно.

## Системи письма

### Китайське письмо
У хакка зазвичай використовуються китайські ієрогліфи (漢字, Hàn-jī) .

### Латинське письмо
Різні діалекти хакка, такі як тайванська хакка, іноді записуються латинським письмом або Pha̍k-fa-sṳ.
Діалекти хакка записувалися латинським письмом переважно з релігійною метою, принаймні з середини XIX століття. Популярний «Маленький принц» також був перекладений хакка (2000), зокрема діалектом мяолі Тайваню (сам по собі є варіантом діалекту шісянь).

## Медіа
Hakka TV — це державний телеканал у Тайвані, який ведеться переважно мовою хакка. Він почав свою діяльність у 2003 році. На материковому Китаї публічний канал Hakka Meizhou Televisions (梅州电视台客家公共频道) ведеться мовою хакка 24 години на добу з 2006 року.